# Awww!
Awww!(아우!)는 스타더스트 프로모션 소속의 일본 여성 아이돌 그룹이다. 모모이로 클로버 Z 등의 그룹과 함께 STARDUST PLANET(통칭 스타프라)를 구성한다.

## 개요
2020년 6월 20일에 결성 발표. 멤버는 전 하치미츠 로켓의 키미노 마이카, 하리마 카나(본명 : 하리마 레이나), 모리 아오바와 다나카 미나키, 나카야마 미미의 5명이다.
2020년 7월 26일에 피로연 착신.
2021년 10월 17일의 Awww! 마지막 단독 공연과 10월 30일에 요코하마 아레나에서 행해진 「뮤코미 플러스 presents 스타프라 아이돌 페스티벌 ~오늘 밤, 2번째 신데렐라가 정해진다~」의 마지막 라이브 출연을 기해 활동을 종료했다.
그룹로서 활동 종료 후는 하리마 카나, 모리 아오바, 다나카 미나키, 나카야마 미미는 연예 활동을 계속하게 된다. 키미노 마이카는 스타더스트 프로모션을 퇴소한다.

## 구성원
- 모리 아오바(森 青葉, 2001년 5월 12일(23세)), 도쿄도 출신, 최연장자
- 키미노 마이카(公野 舞華, 2001년 12월 20일(23세)), 도쿄 도 출신
- 하리마 카나(播磨 怜奈, 2002년 2월 13일(23세)), 가나가와현 출신, 본명 : 하리마 레이나 (播磨 怜奈)
- 다나카 미나키(田中 海凪, 2005년 1월 14일(20세)), 지바현 출신
- 나카야마 미미(中山 碧瞳, 2006년 2월 1일(19세)), 이바라키현 출신, 최연소

## 음반

### 싱글
| 순서 | 타이틀           | 의미                | 발매일          | 최고순위 |
| ---- | ---------------- | ------------------- | --------------- | -------- |
| 1    | 青春は短いらしい | 청춘은 짧은 것 같다 | 2020년 8월 20일 | 5        |
| 2    | May be...        | 메이 비...          | 2021년 2월 20일 | -        |

### 착신 싱글
- May be... (2020년 12월 21일)
- Booom!! (2021년 2월 14일)
- 泣くな! サイダー (2021년 6월 19일)

## 같이 보기
- 하치미츠 로켓
- 3B junior
- 모모이로 클로버 Z
- 시리츠에비스추가쿠
- TEAM SHACHI
- 다코야키 레인보우
- 밧텐쇼죠타이
- 초 도키메키 센덴부
- 아메후라시
- ukka
- 이키나리 토호쿠산
- CROWN POP
- B.O.L.T